# イワヴァ郡
イワヴァ郡（ポーランド語:powiat iławski）は、北ポーランドのヴァルミア＝マズールィ県にある地方自治体。1998年のLocal Government Reorganizationの結果、1999年1月1日に誕生した。郡で最大の町はイワヴァであり、オルシュティンの西65kmの所に位置する。イワヴァ郡にはほかに4つの町が存在する。
郡は1,385km2の面積がある。2006年の統計で、郡全体の人口が89,960人となっている。

## 近隣の郡
東部はオストルダ郡、ヤヴォジュノ市、南東部はジャウドヴォ郡、南部はノヴェ・ミャスト郡、西部はグルジョンツ郡とクワイジン郡、北西部はシュトゥム郡に接している。

## 下位自治体
郡は7つの下位自治体に分割される。（2つの都市、3つの田園都市、2つの田舎）なお、人口順に並べてある。
| 名称                   | 種類     | 面積（km2） | 人口（2006年） | 中心地       |
| ---------------------- | -------- | ----------- | -------------- | ------------ |
| イワヴァ               | 都市     | 21.9        | 32,326         |              |
| グミナ・スシュ         | 田園都市 | 259.0       | 12,825         | スシュ       |
| グミナ・イワヴァ       | 田舎     | 423.6       | 11,828         | イワヴァ *   |
| グミナ・ルバヴァ       | 田舎     | 236.6       | 10,435         | ルバヴァ *   |
| ルバヴァ               | 都市     | 16.8        | 9,328          |              |
| グミナ・ザラヴォ       | 田園都市 | 254.3       | 6,986          | ザラヴォ     |
| グミナ・キシエリツェ   | 田園都市 | 172.8       | 6,232          | キシエリツェ |
| * グミナの一部ではない |          |             |                |              |

## 参照
- ポーランドの公式の人口2006